# 번한도
번한도(樊嫻都, 기원전 1세기? ~ 22년)는 한나라의 황족 남돈군 흠의 부인이이다.

## 생애
기원전 1세기 경, 남양군(南陽郡) 호양(湖陽)에서 번중의 딸로 태어났다.
번한도는 성품이 온순하였으며 어려서부터 용모, 복장이 바르지 않으면 방에서 나오지 않았다. 번씨 일가는 그런 그녀를 존경했다고 한다. 이후 남돈현령을 지낸 유흠과 결혼하여 장남 유연, 차남 유중, 3남 광무제, 장녀 유황(劉黃), 차녀 유원(劉元), 삼녀 유백희(劉伯姬) 총 3남 3녀를 낳았다.
22년, 신나라에 대항하여 유연과 유수(광무제)가 반란을 일으킬 시기에 사망하였다. 그녀의 유해는 번거공(樊巨公)이 수습하여 안장하였다. 이후 번한도는 후한이 건국되자 황비(皇妣)로 추존되었다.